# 44 ق هـ
44 ق هـ هي السنة الرابعة والأربعون السابقة للهجرة النبوية، وهي توافق ما بين سنتي 578 و579 حسب التقويم الميلادي، أي أنها بدأت في سنة 578م وانتهت في سنة 579م.